# Прибишів (Сяноцький повіт)
Прибишів (пол. Przybyszów) — колишнє лемківське село в Польщі, у гміні Буківсько Сяноцького повіту Підкарпатського воєводства. Припинило існування після депортацій українського населення 1944–1946 і 1947 років.

## Розташування
Знаходилося на березі річки Полонна (Полонка), притоки Ослави, 8 км на південь від Буківсько, 20 км на південному-заході від Сяніка, 69 км на південь від Ряшева.

## Походження назви
Назва села означає поселенців, які прийшли сюди з далека — прибульці, сторонні.

## Історія
Прибишів був заснований у 1553 році і зазнавав змін протягом кількох наступних етапів у 1589, 1699, і 1748 роках. Село виникло на землях, які з 1539 року знаходились у власності польського шляхтича Миколи Гербута Одновського. До 1772 р. село входило до складу Сяноцької землі Руського воєводства Речі Посполитої. З 1772 до 1918 року — у межах Сяніцького повіту Королівства Галичини та Володимирії монархії Габсбургів (з 1867 року Австро-Угорщини).
У 1898 році воно посідало 6.37 км², нараховувало 62 господарства і 393 мешканці. У цей час Прибишів знаходився у власності польського шляхетного роду Сцібор-Рильських.
У період листопада 1918 — січень 1919 років село входило до складу Команчанської Республіки.
У 1939 році в селі проживало 490 мешканців, з них 485 українців і 5 євреїв. Село входило до Сяніцького повіту Львівського воєводства.
Під час ДСВ у Прибишеві перебувала одна з сотень УПА.
Після війни більшість українського населення вивезено до СРСР. Ті 26 українців, котрим удалося залишитись, були депортовані 28 квітня 1947 р. в результаті операції «Вісла» на північні та західні понімецькі землі Польщі. Вивозили українців через станцію Щавне-Куляшне. На полі між річкою і коліями було влаштоване гетто, куди їх зганяли і в якому просто неба утримувались до завантаження у вагони. Від села до нашого часу не збереглося жодної будівлі. Лише незначна частина надгробків на місцевому цвинтарі нагадують про існування тут поселення.

## Церква
До виселення українців у селі була греко-католицька церква св. Параскевії, відносилась до парафії у Карликові, якій також підпорядковувалась церква у Петровій Волі (з 1930 р. — Буківський деканат). Після виселення церква зруйнована, церквище і цвинтарі занедбані.

## Мешканці
У XIX столітті у селі мешкали особи з такими прізвищами: Бек, Волошиновський, Волянський, Гайдаш, Гомерда, Гулич, Калімун, Кірик, Крупа, Кузина, Москаль, Мошків, Німець, Огродник, Осюрак, Пашкевич, Попович, Пропер, Прятка, Свідер, Стефура, Турнак, Хомик, Юрнак